# Of Kings and Prophets
Of Kings and Prophets – amerykański serial telewizyjny (dramat obyczajowy, fantasy) wyprodukowany przez ABC Studios oraz BoomGen Studios. Pomysłodawcami serialu są Adam Cooper i Bill Collage. Of Kings and Prophets premierowy odcinek został wyemitowany 8 marca 2016 roku przez ABC.
17 marca 2016 roku, stacja ABC ogłosiła anulowanie serialu z powodu niskiej oglądalności.

## Fabuła
Serial opowiada o losach biblijnej sagi rodzinnej z perspektywy różnych osób: króla Saula, zmęczonego ciągłymi wojnami, potężnego proroka Samuela i młodego pasterza.

## Obsada
- Ray Winstone jako Saul, król Izraela[3]
- Simone Kessell jako  Anohim, królowa, żona Saula[4]
- Haaz Sleiman jako Jonathan, syn Saula
- Oliver Rix jako David[4]
- James Floyd jako Ish-bosheth, najmłodszy z synów Saula i Anohim[5]
- Maisie Richardson-Sellers jako Michal, córka Saula
- Mohammad Bakri jako Samuel[6]
- Tomer Kapon jako Joab
- Nathaniel Parker jako król Achis[7]
- Jeanine Mason jako Marava, córką króla Saula[8]
- Louis Talpe jako Eliab, brat Davida Saula[9]

## Odcinki
| # | Tytuł                           | Reżyseria       | Scenariusz               | Premiera      |
| - | ------------------------------- | --------------- | ------------------------ | ------------- |
| 1 | Offerings of Blood              | Michael Offer   | Adam Cooper,Bill Collage | 8 marca 2016  |
| 2 | Let the Wicked Be Ashamed       | Duane Clark     | Theresa Rebeck           | 15 marca 2016 |
| 3 | Lest I Sleep The Sleep of Death | Michael Robison | Adam Cooper              |               |
| 4 | Beasts of the Reeds             |                 |                          |               |

## Produkcja
24 stycznia 2015 roku stacja ABC zamówiła pilotażowy odcinek.
8 maja 2015 roku stacja ABC oficjalnie zamówiła pierwszy sezon serialu na sezon telewizyjny 2015/2016, którego premiera przewidziana jest na midseasonie. Pierwszy sezon Of Kings and Prophets będzie liczył 10 odcinków.